# متحف أبو رائد
متحف أبو رائد هو متحف خاص للتراث الشعبي، يملكه عبد الرحمن محمد مطير. ويقع المتحف في محافظة العلا في السعودية.

## الموقع
يقع المتحف أسفل الدور الأرضي لسكن المالك ـ (القبو) ـ بكامل مساحته. وقد صمم له مدخل خاص روعي فيه عدم دخول مياه الأمطار إلى المتحف.

## المقتنيات
يحوي المتحف مجموعة من القطع التراثية النادرة والمهمة التي تمثل تراث محافظة العلا. ويبلغ مجموع القطع التي يضمها المتحف ما يقارب ( 3000 ) قطعة، تم عرضها في تلك المساحة المعدة والمخصصة للمتحف، والمقسمة إلى قاعات صغيرة، كل قاعة تضم مجموعة متماثلة من حيث التخصص والوظيفة كالأسلحة المتمثلة في السيوف والبنادق والخناجر والرماح في قاعة وحدها، وكذلك أدوات القهوة في مكان مخصص لها وأواني الطبخ في مكان وأدوات الزراعة. والملابس والحلي النسائية .... إلخ. ويعتبر من المتاحف المكتملة.